# Миссия Санта-Барбара
Миссия Санта-Барбара — испанская миссия, основанная орденом францисканцев близ нынешней Санта-Барбары, Калифорния. Миссия была основана отцом Фермином Ласуэном 4 декабря 1786 года, в день памяти Святой Варвары; это десятая миссия по обращению в католицизм местных индейцев чумашей-Барбареньо. Миссия одноимённая с городом Санта-Барбара, а также с округом Санта-Барбара.
Миссия расположена на возвышенности между Тихим океаном и горами Санта-Инес. Она была освящена отцом Фермином Ласуэном, который возглавил управление миссиями Калифорнии после смерти отца-президента Хуниперо Серра. Миссия Санта-Барбара — единственная миссия Калифорнии, находящаяся под руководством францисканских монахов с момента своего основания и по сей день, сегодня это приходская церковь архиепархии Лос-Анджелеса.

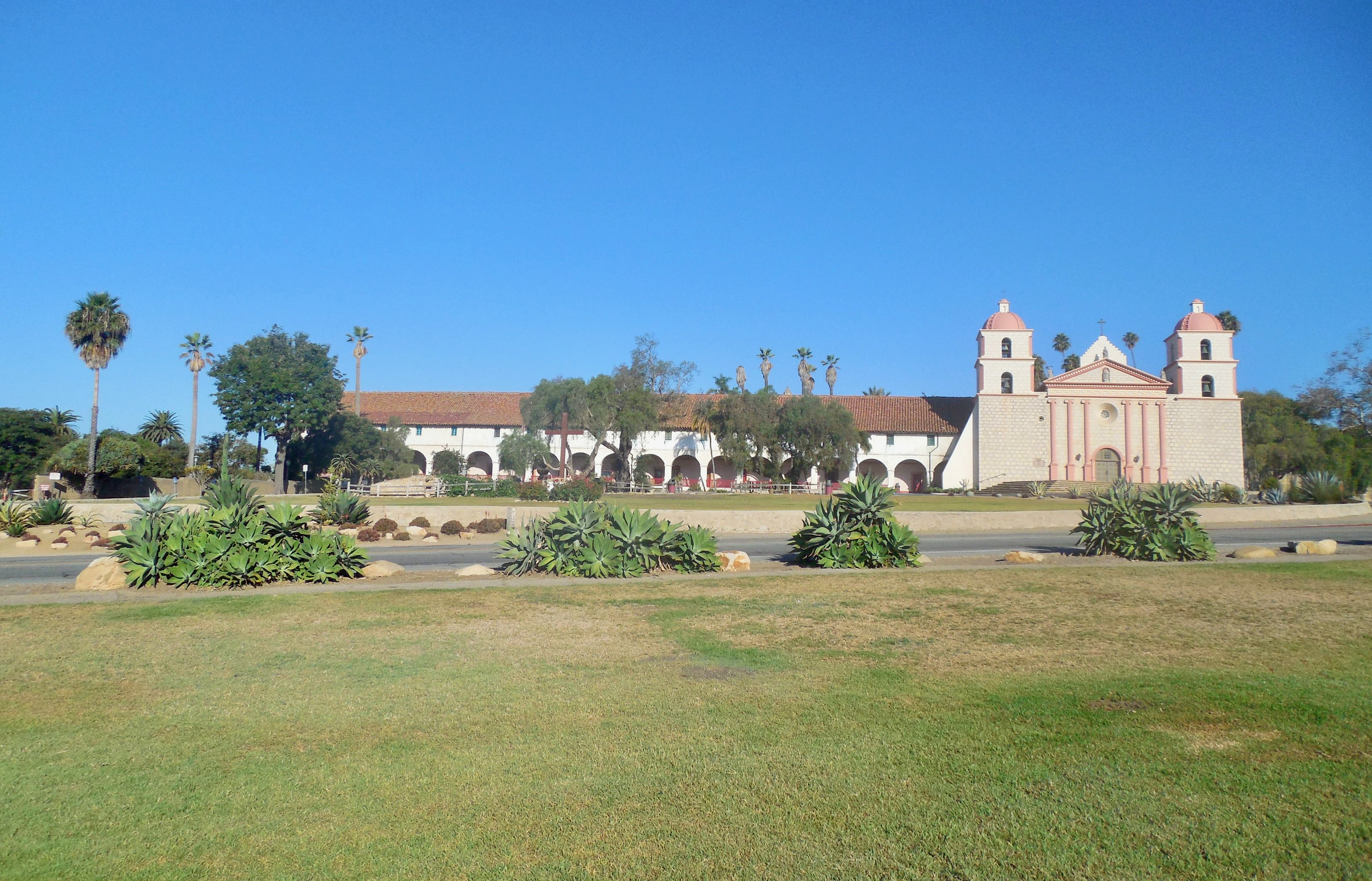
Современный вид миссии

## История
Миссия Санта-Барбара обязана своим названием христианской легенде о Святой Варваре, девушке, которая была обезглавлена своим отцом за христианскую веру. Первые миссионеры построили здесь последовательно три часовни, каждая из которых была больше предыдущей. Сооружение существующей постройки началось после землетрясения 21 декабря 1812, разрушившего прежние здания. Миссия была завершена и посвящена в 1820 году. Башни были значительно повреждены землетрясением
29 июня 1925, но перестроены к 1927 году. С 1820 года внешний вид церкви существенно не изменился.
Многие элементы обширной водоочистной системы миссии, построенные  индейцами народа чумашами под руководством францисканцев (в том числе водопроводы, двух резервуаров, а фильтр дома, и гидравлическим приводом для крупорушек), остаются в строю по сей день. Крупный водоём, образованный в 1806 году после запруживания каньона, до 1993 года был действующим компонентом городской системы водоснабжения. Оригинальный фонтан и лавадэро также сохранились в первозданном виде возле входа в миссию.
Плотина, построенная в 1807 году, находится в нынешнем ботанический саду Санта-Барбары  вверх по каньону. Остатки дубильного чана, гончарной печи, акведука и караульного помещения миссии находятся на примыкающем участке в муниципальном историческом парке миссии, который был продан городу в 1928 году.
В 1818 году два аргентинских корабля под командованием французского капера Иполито де Бушара подошли к берегу, угрожая молодому городу Санта-Барбара. Священники вооружили и обучили 150 новобранцев, с помощью которых испанские солдаты из Президио выступили навстречу Бушару, который отплыл из гавани без нападения.
После принятия Конгрессом Мексики закона о секуляризации миссий Калифорнии 17 августа 1833 отец-президент Нарцисо Дуран перенёс штаб-квартиру миссии в Санта-Барбару, сделав миссию Санта-Барбары хранилищем около 3000 оригинальных документов со всех миссий Калифорнии.
Архивная библиотека миссии Санта-Барбары в настоящее время является независимым некоммерческим учебным и научно-исследовательским учреждением, которое отделено от миссии, но занимает часть её комплекса зданий. Францисканцы входят в состав попечительского совета библиотеки наряду с учёными и членами сообщества; но руководит заведением ученый-мирянин. Это старейшая библиотека штата Калифорния, которая до сих пор остаётся в руках её основателей, францисканцев. Начиная с работ Хьюберта Хоу Бэнкрофта библиотека более века служила центром исторического изучения миссий.
Самые ранние материалы архивной библиотеки — это планы миссий Верхней Калифорнии, созданные отцом Хуниперо Серра в 1760-х гг.
Коллекция включает в себя разделы: коллекция Хуниперо Серра (1713-1947), документы калифорнийской миссии (1640-1853) и коллекция апостольского колледжа (1853-1885). В архивной библиотеке также есть большая коллекция ранних калифорнийских рукописей, карт и изображений, а также коллекция материалов об индейцах тохоно о'оудхэм из Аризоны.
В 1840 обе территории — Верхняя и Нижняя Калифорния — были выведены из епархии Соноры и сформировали епархию обеих Калифорний.
Епископ Франсиско Гарсия Диего-и-Морено учредил свою кафедру в миссии Санта-Барбара, сделав церковь прособором епархии до 1849 года.
При епископе Тадеусе Амате-и-Бруси церковь служила прособором епархии Монтерея, а затем епархии Монтерея и Лос-Анджелеса (с 1853 по 1876 год). Именно по этой причине из всех калифорнийских миссий только церковь миссии Санта-Барбары имеет две колокольни. В то время это архитектурной особенностью могли обладать только кафедральные соборы.

## Современная ситуация
Миссия Санта-Барбара сегодня продолжает служить общине в качестве приходской церкви. В дополнение к использованию в качестве места поклонения,
она содержит сувенирный магазин, музей, францисканский монастырь и дом для отдыха. Территория миссии является основной туристической достопримечательностью в Санта-Барбаре.
Сама Миссия принадлежит Францисканской провинции Санта-Барбара, и местный приход арендует церковь у францисканцев. В течение многих десятилетий в конце 20-го века,
Вергилий Кордано служил пастором прихода Святой Варвары, расположенного на территории миссии Санта-Барбары. Он умер в 2008 году. Начиная с лета 2017 года,
Миссия будет также служить Межпровинциальным Новитиатом для англоговорящих провинций францисканских монахов (Обсерваторов).
Миссия Санта-Барбара с востока, начало 20 века
Когда президент Авраам Линкольн восстановлены миссии католической церкви 18 марта 1865, миссии лидера в то время, монах Хосе Гонсалес Рубио, вступил в конфликт
с епископом Амат по поводу того, что миссия должна быть в собственности ордена францисканцев, а не епархии. Епископ Амат отказались выдать дело для миссии францисканцев,
но в 1925 году епископ Джон Кэнтвелл, наконец, вручены документы на них.
У миссии также есть самая старая непрерывная традиция хорового пения среди калифорнийских миссий и, действительно, любого Калифорнийского учреждения.
еженедельный католической литургии обслуживается двумя хорами, Калифорния миссии Schola и Капелла Барбара. Архивы миссии содержат одну из богатейших коллекций
известных сегодня рукописей колониальной францисканской музыки, которые по-прежнему находятся под пристальным вниманием
(большинство из них ещё не подверглись научному анализу). Оригинальный Город Санта-Барбара развивался между самой миссией и гаванью, особенно рядом 
Reál Эль Пресидио-де-Санта-Барбара ("Королевский испанский Президио"), примерно в миле к юго-востоку от Миссии. Как город рос, она распространена по всей прибрежной равнине;
жилом районе сейчас окружает миссию, хотя есть общественные парки (например в миссии исторического парка и скалистом уголке парка) и несколько общественных зданий
(например Музей Естественной Истории) на участке, непосредственно примыкающем к месту.
Как центр для Францисканцев, Миссия сыграла важную роль в образовании. С 1854 по 1885 г. он был зафрахтован как Апостольский колледж, а с 1869 по 1877 г.
он также функционировал как колледж для мужчин. Таким образом, это первое высшее учебное заведение в Санта-Барбаре.
В 1896 году эта образовательная инициатива привела к созданию школьной программе семинарии, которая в 1901 году станет отдельным учреждением, Святого Антония семинарии.
В 1929 году колледж уровень программе был переведен в миссию Сан-Луис-Рей-де-Франсия и станет Сан-Луис Рей колледж с 1950 по 1968 год, после чего переехал в Беркли,
штат Калифорния, что сегодня Францисканской школы богословия (ФСТ).

## В культуре
Фотографии миссии используются в заставке сериала «Санта-Барбара».